# Banámichi
Banámichi (del idioma ópata: Vanamitzi: "Donde da vuelta el agua") es un pueblo mexicano ubicado en el centro del estado de Sonora, cercano a la zona de la Sierra Madre Occidental y a la afluencia del río Sonora por esa región, el pueblo es cabecera municipal y la localidad más poblada del municipio de Banámichi. Según datos del Instituto Nacional de Estadística y Geografía (INEGI), en 2020 Banámichi contaba con 1,417 habitantes.
Fue fundado en el año de 1639 por el misionero jesuita Bartolomé Castaño bajo el nombre de Nuestra Señora de los Remedios de Banámichi, como una misión jesuítica con el propósito de evangelizar a las tribus ópatas que habitaban en ese lugar en los tiempos de la conquista.
Su nombre proviene de la mezcla de las lenguas indígenas de los pimas y los ópatas, originalmente de la palabra Vanamitzi, que se interpreta como: "Donde da vuelta el agua", y en otras ocasiones expresado como: "Arriados por el agua".
Se encuentra a 211 km al sureste de la ciudad fronteriza de Heroica Nogales, a 168 km al noreste de Hermosillo la capital estatal, a 427 km al este de la ciudad portuaria de Peñasco y a 421 km al norte de Obregón la segunda ciudad más importante de Sonora.
En 2016, Banámichi fue candidato a ser nombrado como pueblo mágico por la Secretaría de Turismo de México pero no obtuvo el título; actualmente forma parte de la ruta turística del río Sonora.

## Historia

### Fundación
El territorio donde actualmente se encuentra el pueblo, estuvo ocupado desde mucho antes de la llegada de los españoles por los indígenas ópatas. En el año de 1639 con el avance de los colonizadores hacia el norte de la Nueva España, llegaron a esta zona exploradores y evangelizadores jesuitas para predicar el catolicismo a los nativos indios, fue ahí cuando el padre de origen portugués Bartolomé Castaño, fundó una misión religiosa en este lugar y así tener un asentamiento estable dedicado a la evangelización de éstos, la llamó Nuestra Señora de los Remedios de Banámichi.

### Creación de su municipio
A principios del siglo XX, ya como centro de población más importante, el pueblo y sus alrededores estaban bajo la jurisdicción del Distrito de Arizpe, fijado en la Constitución local de 1917, por la Ley Número 68.
Después, el 26 de diciembre de 1930, se creó el municipio libre e independiente de Arizpe, y Banámichi formó parte de su territorio hasta el 30 de mayo de 1931, cuando fue segregado del de Arizpe y se creó su municipio definitivo, nombrando como cabecera municipal a este pueblo bajo la Ley Número 88.

### Actualidad
En marzo de 2016 la gobernadora Claudia Pavlovich Arellano, anunció la candidatura de este pueblo al programa "Pueblos Mágicos" dirigido por la Secretaría de Turismo (SECTUR), por lo que ella ya estaba trabajando con el presidente municipal del lugar para lograr recibir esta categoría. Pero en 2016, quedaron pausados todos sus procesos para ser pueblo mágico, ya que la SECTUR había informado su recorte presupuestal, lo que ocasionó posponer la elección de los nuevos pueblos mágicos hasta nuevo aviso. El 2019 se reanudó el programa, con resultados negativos ya que no el pueblo no logró tener el nombramiento.

## Geografía
El pueblo de Banámichi se encuentra localizado en la zona centro de Sonora, bajo las coordenadas geográficas 30°00'34" de latitud norte y 110°12'48" de longitud oeste del meridiano de Greenwich a una elevación media de 681 metros sobre el nivel del mar. Se ubica en el centro del territorio de su municipio, el cual limita al norte con el municipio de Arizpe, el este con el de Cumpas, al sur con el de Huépac y al oeste con el de Opodepe.
El territorio de Banámichi, presenta zonas accidentadas en todo alrededor de su ubicación llegando a elevaciones cercanas a los 2,000 m s. n. m., formadas por varias serranías como la de Jucaral y varios puntos altos como el Cerro la Luz, el Cerro la Laja y el Cerro el Cobre, el cual es punto más alto de todo el municipio. Las zonas semiplanas se encuentran al oeste cercano del pueblo, formadas por los cerros El Picacho, Peña Blanca, San Antonio, la Murocotochi, la Pirinola, Bajío y la Palma, éstos menores de 1,200 msnnm. Y las zonas bajas se encuentran en un valle en el lugar de ubicación exacto del pueblo y por donde pasa el río Sonora, que fluye de norte a sur, del cual, se conectan los arroyos o ríos más pequeños de El Álamo, Cañada de la Mora, el Oro, Guitonchi, la Cruz, Onofre, de Motepori, los Vallecitos, el Salmón, los Tatos, el Chinal, las Delicias, Opodepe y el Carrizo.

### Clima
El pueblo cuenta con un clima seco-semicálido, con una temperatura media máxima mensual de 29.3 °C en los meses de julio a septiembre y media mínima mensual de 13.3 °C de diciembre a febrero. La temperatura media anual de 21.4 °C. El período de lluvias se presenta en verano en los meses de julio y agosto contándose con una precipitación media anual de 424 milímetros; hay heladas frecuentes de noviembre a marzo por su proximidad a la sierra cercana al río Sonora.
| Parámetros climáticos promedio de Banámichi, Sonora (1951-2010)                  | Parámetros climáticos promedio de Banámichi, Sonora (1951-2010) | Parámetros climáticos promedio de Banámichi, Sonora (1951-2010) | Parámetros climáticos promedio de Banámichi, Sonora (1951-2010) | Parámetros climáticos promedio de Banámichi, Sonora (1951-2010) | Parámetros climáticos promedio de Banámichi, Sonora (1951-2010) | Parámetros climáticos promedio de Banámichi, Sonora (1951-2010) | Parámetros climáticos promedio de Banámichi, Sonora (1951-2010) | Parámetros climáticos promedio de Banámichi, Sonora (1951-2010) | Parámetros climáticos promedio de Banámichi, Sonora (1951-2010) | Parámetros climáticos promedio de Banámichi, Sonora (1951-2010) | Parámetros climáticos promedio de Banámichi, Sonora (1951-2010) | Parámetros climáticos promedio de Banámichi, Sonora (1951-2010) | Parámetros climáticos promedio de Banámichi, Sonora (1951-2010) |
| Mes                                                                              | Ene.                                                            | Feb.                                                            | Mar.                                                            | Abr.                                                            | May.                                                            | Jun.                                                            | Jul.                                                            | Ago.                                                            | Sep.                                                            | Oct.                                                            | Nov.                                                            | Dic.                                                            | Anual                                                           |
| -------------------------------------------------------------------------------- | --------------------------------------------------------------- | --------------------------------------------------------------- | --------------------------------------------------------------- | --------------------------------------------------------------- | --------------------------------------------------------------- | --------------------------------------------------------------- | --------------------------------------------------------------- | --------------------------------------------------------------- | --------------------------------------------------------------- | --------------------------------------------------------------- | --------------------------------------------------------------- | --------------------------------------------------------------- | --------------------------------------------------------------- |
| Temp. máx. abs. (°C)                                                             | 34.0                                                            | 37.0                                                            | 40.0                                                            | 42.0                                                            | 46.0                                                            | 47.0                                                            | 46.0                                                            | 44.0                                                            | 45.0                                                            | 41.0                                                            | 37.0                                                            | 35.0                                                            | 47.0                                                            |
| Temp. máx. media (°C)                                                            | 22.3                                                            | 24.0                                                            | 26.5                                                            | 30.5                                                            | 34.7                                                            | 38.8                                                            | 36.8                                                            | 35.5                                                            | 35.4                                                            | 32.0                                                            | 26.7                                                            | 22.4                                                            | 30.5                                                            |
| Temp. media (°C)                                                                 | 13.8                                                            | 15.2                                                            | 17.3                                                            | 20.8                                                            | 24.9                                                            | 29.6                                                            | 29.5                                                            | 28.4                                                            | 27.4                                                            | 23.2                                                            | 17.7                                                            | 13.9                                                            | 21.8                                                            |
| Temp. mín. media (°C)                                                            | 5.2                                                             | 6.4                                                             | 8.1                                                             | 11.1                                                            | 15.2                                                            | 20.3                                                            | 22.2                                                            | 21.3                                                            | 19.5                                                            | 14.3                                                            | 8.8                                                             | 5.4                                                             | 13.2                                                            |
| Temp. mín. abs. (°C)                                                             | -5.0                                                            | -4.5                                                            | -2.0                                                            | 1.5                                                             | 6.0                                                             | 11.0                                                            | 15.0                                                            | 12.5                                                            | 10.0                                                            | 2.0                                                             | -1.5                                                            | -5.0                                                            | -5.0                                                            |
| Precipitación total (mm)                                                         | 22.5                                                            | 20.9                                                            | 12.2                                                            | 6.1                                                             | 4.4                                                             | 17.8                                                            | 146.8                                                           | 105.9                                                           | 44.4                                                            | 22.4                                                            | 18.9                                                            | 30.5                                                            | 452.8                                                           |
| Días de precipitaciones (≥ 0.1 mm)                                               | 2.5                                                             | 2.4                                                             | 1.7                                                             | 0.8                                                             | 0.6                                                             | 2.3                                                             | 11.1                                                            | 8.5                                                             | 4.1                                                             | 1.9                                                             | 1.5                                                             | 2.8                                                             | 40.2                                                            |
| Fuente: Servicio Meteorológico Nacional. Actualizado el 23 de noviembre de 2016. |                                                                 |                                                                 |                                                                 |                                                                 |                                                                 |                                                                 |                                                                 |                                                                 |                                                                 |                                                                 |                                                                 |                                                                 |                                                                 |

## Demografía
Según el Censo de Población y Vivienda realizado en 2020 realizado por el Instituto Nacional de Estadística y Geografía (INEGI), el pueblo tiene un total de 1,417 habitantes, de los cuales 707 son hombres y 710 mujeres. En 2020 había 847 viviendas, pero de estas 564 viviendas estaban habitadas, de las cuales 182 estaban bajo el cargo de una mujer. Del total de los habitantes, sólo 4 habitantes (0.28% del total) se consideran afromexicanos o afrodescendientes.
El 91.95%% de sus pobladores pertenece a la religión católica, el 3.46% es cristiano evangélico/protestante o de alguna variante, mientras que el 4.52% no profesa ninguna religión.

### Educación y salud

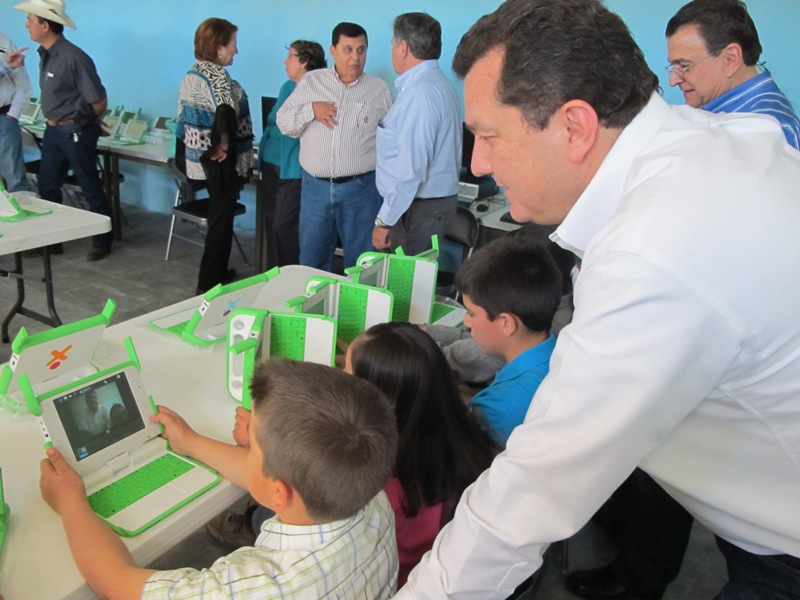
Donaciones de equipos de cómputo en la biblioteca pública de Banámichi.

Según el Censo de Población y Vivienda de 2020; 4 niños de entre 6 y 11 años (0.28% del total), 5 adolescentes de entre 12 y 14 años (0.35%), 51 adolescentes de entre 15 y 17 años (3.6%) y 21 jóvenes de entre 18 y 24 años (1.48%) no asisten a ninguna institución educativa. 28 habitantes de 15 años o más (1.98%) son analfabetas, 22 habitantes de 15 años o más (1.55%) no tienen ningún grado de escolaridad, 84 personas de 15 años o más (5.93%) lograron estudiar la primaria pero no la culminaron, 47 personas de 15 años o más (3.32%) iniciaron la secundaria sin terminarla, teniendo el pueblo un grado de escolaridad de 9.46.
La cantidad de población que no está afiliada a un servicio de salud es de 177 personas, es decir, el 12.49% del total, de lo contrario el 91.95% sí cuenta con un seguro médico tanto público como privado. De acuerdo al mismo censo, 65 personas (4.59%) tienen alguna discapacidad o límite motriz para realizar sus actividades diarias, mientras que 9 habitantes (0.64%) poseen algún problema o condición mental.

### Instituciones educativas
En 2010 se tenían 5 centros educativos registrados de Banámichi:
- El jardín de niños "Adelina López Félix", de carácter público administrado por el gobierno estatal;[12]
- La escuela primaria "José Antonio Villa", pública estatal;[13]
- La telesecundaria #238, pública estatal;[14]
- El bachillerato "Colegio de Estudios Científicos y Tecnológicos del Estado de Sonora (CECyTES) Plantel Banámichi", público estatal.[15]

### Población histórica
Evolución de la cantidad de habitantes desde el evento censal del año 1900:
| Año           | 1900  | 1910 | 1921  | 1930 | 1940 | 1950  | 1960 | 1970  | 1980  | 1990  | 1995  | 2000  | 2005  | 2010  | 2020  |
| Población     | 1,066 | 971  | 1,276 | 964  | 814  | 1,081 | 861  | 1,133 | 1,355 | 1,227 | 1,188 | 1,096 | 1,114 | 1,238 | 1,417 |
| Fuente: INEGI |       |      |       |      |      |       |      |       |       |       |       |       |       |       |       |

## Gobierno
Véase también: Gobierno del municipio de Banámichi
La sede del gobierno municipal se encuentra en este pueblo, cuyo ayuntamiento está integrado por un presidente municipal, un síndico, 4 regidores de mayoría relativa y 2 de representación proporcional, elegidos cada tres años.
El pueblo forma parte de los siguientes distritos electorales:
- Local
  - IV Distrito Electoral Federal de Sonora, con sede en a ciudad de Heroica Guaymas.
- Federal
  - VI Distrito Electoral de Sonora con sede en la Heroica Ciudad de Cananea.

## Cultura
Banámichi es uno de los pueblos que fueron fundados como misiones religiosas por el padre Bartolomé Castaño sobre la ribera del Río Sonora, en la época de la colonia, por lo tanto la arquitectura de sus calles y construcciones son antiguas ya que datan del siglo XVII. La cultura actual de la región se presenta en las costumbres de sus habitantes, mayormente visten atuendo vaquero sonorense, se escucha música norteña y entre otras modalidades que se acostumbran realizar en rancherías.

### Monumentos, sitios y edificios históricos
- La Iglesia de Nuestra Señora de los Remedios; construida en 1639
- El Kiosco principal;
- El Palacio Municipal;
- La Plaza Miguel Hidalgo;[16]
- Estadio de Béisbol "Alfredo López Figueroa".
- Monumento de la Piedra Histórica, ubicado en la plaza Hidalgo, el cual es una piedra gigante sostenida por las estatuas de cuatro indios ópatas.
- El antiguo molino harinero, una reliquia estructural del primero molino de la región, construido en el año de 1764 y se abandonó a mediados del siglo XX.[17]

|                                   |
| Monumento de la Piedra Histórica. |

### Fiestas y celebraciones
- 24 de junio, Fiesta de San Juan;
- 15-20 de septiembre, Fiesta patronal de Nuestra Señora de Loreto, y baile de coronación de la reina local y tradicionales carreras de caballos;
- 13-15 de noviembre, Festival del Río Sonora.[18]

## Economía
Sus principales actividades económicas se deben a su localización, la agricultura, la ganadería y la avicultura, son algunas de éstas actividades.

### Agricultura
La agricultura es su actividad económica más importante, ya que junto con la ganadería generan 184 empleos directos, lo que significa 35.3% de la población ocupada, y está orientada en su mayor parte a la producción de forrajes y en menor escala a la de chile, ajo, cebolla, maíz, frijol y trigo. Esta actividad se desarrolla en 5,567 hectáreas.

### Ganadería
La ganadería cuenta con una superficie de 75.000 hectáreas para 10.233 cabezas de ganado bovino. La industria cuenta con una pequeña planta maquiladora de anzuelos que genera 37 empleos, y dos micro industrias que generan 12 empleos aproximadamente.

### Turismo
El turismo es una actividad reciente del pueblo, ya que por este lugar circula una ruta turística llamada Ruta del río Sonora, la cual es ejecutada y promocionada por la Comisión de Fomento al Turismo de Sonora (COFETUR) y la Oficina de Convenciones y Visitantes del Río Sonora (OCVR), la ruta recorre 9 pueblos coloniales desde la ciudad de Hermosillo hasta Cananea, y Banámichi es uno de los atractivos del paseo. Los turistas llegan aquí para apreciar los monumentos históricos y la antigüedad presentada en sus callejones y muros. Y desde 2011 se le incluyó en la "Ruta Gastronómica"

### Béisbol
La ciudad cuenta con un equipo de béisbol denominado "Los Halcones"  su estadio, y participan en la Liga de Beisbol del Río Sonora. En 2022, fueron campeones.

## Hermanamientos
El pueblo de Banámichi está hermanado con 3 localidades:
|                   | País   |  | Localidad           | Estado | Año  | Ref.   |
| ----------------- | ------ |  | ------------------- | ------ | ---- | ------ |
| Bandera de México | México |  | San Felipe de Jesús | Sonora | 2006 | [ 30 ] |
| Bandera de México | México |  | Rayón               | Sonora | 2006 | [ 30 ] |
| Bandera de México | México |  | Huépac              | Sonora | 2006 | [ 30 ] |